# Jörg Albertz
Jörg Albertz (pronunciación en alemán: /ˈjœʁk ˈʔalbɛʁts/: ; nació un 29 enero de 1971 en Mönchengladbach) es un exfutbolista profesional alemán. Entre 1996 y 1998 jugó tres partidos internacionales para la selección de fútbol de Alemania.

## Carrera
Como juvenil jugó para el PSV Mönchengladbach y Borussia Mönchengladbach. Su primer contrato profesional lo firmó en 1990 para Fortuna Düsseldorf, donde se ganó el apodo "El Martillo" para sus tiros de larga distancia y potentes. Cuando el equipo de Renania descendió a la segunda división de la Bundesliga, Albertz se mudó a Hamburgo donde pronto se convirtió en el héroe público del equipo. Dos temporadas después se convirtió en el capitán del club.
En 1996, Albertz firmó para Rangers por 4 millones de libras, y los ayudó a conseguir su noveno título consecutivo de campeonato de la liga escocesa y anotó un famoso tiro libre contra sus rivales Celtic en enero de 1997. Albertz se convirtió en un gran favorito entre los fanáticos de los Rangers, pero después de la salida del entrenador Walter Smith en junio de 1998, el entrante Dick Advocaat lo dejaba fuera de la alineación inicial . A pesar de esto, también ganó medallas de campeonato de liga en 1999 y 2000.
Regresó a Hamburgo en 2001. A pesar de la exageración de su regreso, no pudo estar a la altura de las esperanzas que la gente tenía sobre sus hombros, y antes del comienzo de la temporada 2002-03 se trasladó al club chino Shanghai Shenhua . Inicialmente obtuvo éxito con ellos cuando ganó el título de liga de 2003 . Desafortunadamente, en 2003, la Asociación China de Fútbol revocaría el título de la liga después de que se descubriera que el gerente general de Shenhua, Lou Shifang, había sobornado a los oficiales para que le dieran decisiones favorables a Shenhua en los juegos de esa temporada.
Después de haber tenido un período de éxito moderado en China, Albertz regresó a Alemania en 2004, y su reinicio en el juego alemán llegó con Greuther Fürth. En el extremo receptor de muchas lesiones, se cambió a Fortuna Düsseldorf una vez más, donde se retiró al final de la temporada 2006-07.
El 11 de marzo de 2008, Albertz confirmó que estaba entrenando con Clyde con miras a un movimiento a corto plazo, para ayudar al entrenador de Clyde y ex compañero de equipo de los Rangers, John Brown .  Albertz fichó por Clyde el 14 de marzo de 2008.  Hizo su debut al día siguiente, anotando un tiro libre característico en un empate 1-1 con Stirling Albion .  Marcó el gol de la victoria de Clyde con otro tiro libre en una importante victoria por 2-1 sobre St Johnstone el 25 de marzo, para sacar a Clyde de la zona de play-off de descenso.  Después de ayudar a Clyde a permanecer en la Primera División de Escocia a través de los playoffs, Albertz se retiró una vez más, después de hacer ocho apariciones con el club, anotando dos veces.

## Estadística de club
| Rendimiento de club | Rendimiento de club  | Rendimiento de club         | Liga         | Liga  | FA Cup       | FA Cup | Copa de liga | Copa de liga | Continental  | Continental | Total        | Total |
| Estación            | Club                 | Liga                        | Aplicaciones | Goles | Aplicaciones | Goles  | Aplicaciones | Goles        | Aplicaciones | Goles       | Aplicaciones | Goles |
| ------------------- | -------------------- | --------------------------- | ------------ | ----- | ------------ | ------ | ------------ | ------------ | ------------ | ----------- | ------------ | ----- |
| 1990–91             | Fortuna Düsseldorf   | Bundesliga                  | 12           | 1     | ?            | ?      | —            | —            | —            | —           | 12           | 1     |
| 1991–92             | Fortuna Düsseldorf   | Bundesliga                  | 11           | 0     | ?            | ?      | —            | —            | —            | —           | 11           | 0     |
| 1992–93             | Fortuna Düsseldorf   | 2. Bundesliga               | 35           | 3     | ?            | ?      | —            | —            | —            | —           | 35           | 3     |
| 1993–94             | Hamburguesa SV       | Bundesliga                  | 31           | 4     | ?            | ?      | —            | —            | —            | —           | 31           | 4     |
| 1994–95             | Hamburguesa SV       | Bundesliga                  | 34           | 9     | ?            | ?      | —            | —            | —            | —           | 34           | 9     |
| 1995–96             | Hamburguesa SV       | Bundesliga                  | 34           | 9     | ?            | ?      | —            | —            | —            | —           | 34           | 9     |
| 1996–97             | Rangers F.C.         | División de Premier escocés | 32           | 10    | 3            | 0      | 5            | 3            | 7            | 0           | 47           | 13    |
| 1997–98             | Rangers F.C.         | División de Premier escocés | 31           | 10    | 5            | 3      | 1            | 0            | 5            | 2           | 41           | 15    |
| 1998–99             | Rangers F.C.         | Premier League escocesa     | 34           | 11    | 5            | 1      | 4            | 3            | 10           | 4           | 53           | 19    |
| 1999–2000           | Rangers F.C.         | Premier League escocesa     | 35           | 17    | 5            | 1      | 1            | 0            | 12           | 2           | 53           | 20    |
| 2000–01             | Rangers F.C.         | Premier League escocesa     | 24           | 10    | 1            | 0      | 1            | 1            | 8            | 4           | 34           | 15    |
| 2001–02             | Hamburguesa SV       | Bundesliga                  | 24           | 4     | ?            | ?      | —            | —            | —            | —           | 24           | 4     |
| 2002–03             | Hamburguesa SV       | Bundesliga                  | 4            | 2     | ?            | ?      | —            | —            | —            | —           | 4            | 2     |
| 2003                | Shanghai Shenhua     | Chino Jia-Una Liga/CSL      | 27           | 6     | ?            | ?      | —            | —            | —            | —           | 27           | 6     |
| 2004                | Shanghai Shenhua     | Chino Jia-Una Liga/CSL      | 20           | 7     | ?            | ?      | ?            | ?            | ?            | ?           | 20           | 7     |
| 2004–05             | SpVgg Greuther Fürth | 2. Bundesliga               | 13           | 3     | ?            | ?      | —            | —            | —            | —           | 13           | 3     |
| 2005–06             | Fortuna Düsseldorf   | Regionalliga                | 23           | 3     | ?            | ?      | —            | —            | —            | —           | 23           | 3     |
| 2006–07             | Fortuna Düsseldorf   | Regionalliga                | 28           | 4     | ?            | ?      | —            | —            | —            | —           | 28           | 4     |
| 2007–08             | Clyde F.C.           | Primera División escocesa   | 7            | 2     | ?            | ?      | ?            | ?            | —            | —           | 7            | 2     |
| Total de carrera    | Total de carrera     | Total de carrera            | 459          | 115   | ?            | ?      | ?            | ?            | ?            | ?           | 531          | 139   |

## Honores
Rangers
- Premier League escocesa : 1996–97 , 1998–99 , 1999–2000
- Copa de Escocia : 1998–99 , 1999–2000
- Copa de la Liga de Escocia : 1996–97 , 1998–99

Shanghai Shenhua
- Liga China Jia-A : 2003 (revocada debido a un escándalo de arreglo de partidos)

Premios personales
- Jugador del mes de SPL : mayo de 2001
- Jugador del año de la liga china Jia-A : 2003